# Proto-étoile à neutrons
Ne doit pas être confondu avec Protoétoile ou Étoile à neutrons.
 (avril 2025).
Une protoétoile à neutrons (en anglais proto-neutron star) est un objet astrophysique compact résultant de l'effondrement réussi d'une supernova gravitationnelle. Ce stade de l'évolution d'une étoile massive est très bref : il dure en effet moins d'une minute, après quoi l'objet devient une étoile à neutrons ou un trou noir.

## Description
Les protoétoiles à neutrons sont des objets astrophysiques compacts, chauds et riches en neutrinos. Ces objets apparaissent dans l'effondrement réussi d'une supernova gravitationnelle.

## Formation
Une fois que l'explosion de la supernova a eu lieu, la matière externe de l'étoile est « soufflée » et il ne reste alors qu'un objet central très dense : la protoétoile à neutrons. Cette étape de l'évolution des étoiles massives dure moins d'une minute avant que ne se forme une étoile à neutrons ou un trou noir. Pendant ce court laps de temps, la protoétoile à neutrons se contracte, se refroidit et perd son contenu en neutrinos.